# Armoriale dei comuni della provincia di Nuoro
Questa pagina contiene le armi (stemmi e blasonature) dei comuni della provincia di Nuoro.
| Stemma                        | Comune e blasonatura | Gonfalone |
| ----------------------------- | --- | --------- |
|                               | Aritzo Inquartato: il primo, partito d'oro e di azzurro; il secondo, partito d'oro e di rosso; terzo, d'argento, al castagno di verde, fruttato di sei d'oro, nodrito sulla campagna di verde e accompagnato da due pecore di nero, ferme; il quarto, di azzurro, a due gladi d'argento, guarniti d'oro, posti in scaglione. Ornamenti esteriori da Comune. Il gonfalone è un drappo partito di bianco e di azzurro. Gonfalone: drappo partito di bianco e di azzurro… DPR del 22 luglio 1987 |           |
|                               | Arzana Semipartito troncato: il primo, di rosso, alla lettera maiuscola A, d'oro, attraversante le due spighe di grano, poste in decusse, dello stesso; il secondo, di azzurro, alla campana d'oro, legata di rosso; il terzo, di rosso, incappato d'oro, sul rosso la pecora riposante, con la testa rivolta, d'argento, sostenuta dalla campagna di verde, sull'oro le due stelle di otto raggi, una e una, di azzurro. ornamenti esteriori da Comune. Gonfalone: Drappo di bianco. DPR del 25 ottobre 2000 |           |
|                               | Atzara Troncato semipartito; il primo: di rosso calzato di verde, sul rosso, la lettera maiuscola A, d'oro, posta tra due palme decussate in punta, di verde; il secondo: d'oro al grappolo d'uva di rosso pampinoso di due foglie di verde e gambuto al naturale; il terzo: d'azzurro ai tre pennelli d'oro decussati con lo stelo di nero rivolto verso l'alto legati con un nastro rosso. DPR del 10 marzo 2014 Gonfalone: drappo troncato di azzurro e di rosso. |           |
|                               | Austis Inquartato: nel PRIMO, di rosso, al serto di alloro, di verde, racchiudente la lettera maiuscola A, d'oro; nel SECONDO, di verde, al giglio di giardino, reciso, fiorito di due, d'argento; nel TERZO, di verde, alle sette spighe di grano d'oro, impugnate, legate di rosso; nel QUARTO, di rosso, al monte all'italiana di sei colli, fondato in punta, d'oro. Ornamenti esteriori da Comune D.P.R. 29 ottobre 2012 Gonfalone: drappo di giallo… |           |
|                               | Bari Sardo Partito: nel primo d'oro all'albero di agrumi verde, fruttato di sei d'oro, nodrito sulla campagna di verde; nel secondo d'argento alla torre di rosso, priva di merlatura, chiusa e finestrata di nero, fondata sul mare d'azzurro fluttuoso d'argento. D.P.R. del 2 marzo 1984 Gonfalone: Drappo partito di bianco e di giallo, riccamente ornato di ricami d'argento e caricato dello stemma con la iscrizione centrata in argento: Comune di Bari Sardo. D.P.R. del 2 marzo 1984 |           |
|                               | Baunei Di cielo, alla rupe uscente dal fianco destro e fondata in punta, d'oro, cimata dalla capra rivoltata, d'argento, essa rupe accompagnata dalla tartana rivoltata, con lo scafo di verde e le vele d'argento, vogante sul mare di azzurro, mareggiato d'argento, fondato in punta, uscente dalla rupe e dal fianco sinistro. Ornamenti esteriori da Comune. Gonfalone: Drappo di giallo… D.P.R. del 13 febbraio 2006 |           |
|                               | Belvì Semitroncato partito: il PRIMO, di azzurro, alla poiana maggiore, rivoltata, d'oro, sostenuta dal ramo scorciato, di legno al naturale, posto in sbarra abbassata; il SECONDO, d'oro, al castagno di verde, sradicato, fruttato di sette ricci di argento, posti tre, quattro; il TERZO, di argento, alla croce di rosso. Sotto lo scudo, su lista bifida e svolazzante di argento, il motto, in lettere maiuscole di nero, BARBAGIA DI BELVI. Ornamenti esteriori da Comune. D.P.R. del 9 gennaio 2004 Gonfalone: Drappo partito di rosso e di verde… |           |
|                               | Birori D'argento, alla vite pampinosa di cinque, fruttata di tre, due a destra e uno a sinistra, accollante il palo di vigna e nodrita sul colle ristretto, il tutto al naturale; a otto torri, merlate di tre alla guelfa, poste in orlatura, di rosso. Ornamenti esteriori da Comune. Gonfalone: Drappo di rosso. |           |
|                               | Bitti D'azzurro, al torrione quadrangolare, a guisa di piramide tronca, visto di spigolo, volto verso il fianco destro, d'oro murato e chiuso di nero, fondato sulla pianura di verde, sormontato dalla lettera maiuscola B, d'oro, e accompagnato da due stelle di otto raggi, dello stesso, poste nei cantoni del capo. Ornamenti esteriori da Comune. D.P.R. del 27 aprile 1994 Gonfalone: drappo di giallo, riccamente ornato di ricami d'argento e caricato dallo stemma sopra descritto con la iscrizione centrata in argento, recante la denominazione del Comune. Le parti in metallo e i cordoni saranno argentati. L'asta verticale sarà ricoperta di velluto giallo, con bullette argentate poste a spirale. Nella freccia sarà rappresentato lo stemma del Comune e sul gambo inciso il nome. Cravatta con nastri tricolorati dai colori nazionali frangiati d'argento. |           |
|                               | Bolotana Troncato dalla fascia diminuita d'oro; nel PRIMO, di azzurro, alle nove spighe di grano, impugnate, d'oro, legate di rosso; nel SECONDO, di rosso, alle due pecore d'argento, riposanti sulla campagna verde, con la testa rivoltata. Ornamenti esteriori da Comune. D.P.R. del 19 settembre 1995 Gonfalone: Drappo di bianco con bordatura di verde, riccamente ornato di ricami d'argento e caricato dello stemma sopradescritto con la iscrizione centrata in argento, recante la denominazione del Comune. Le parti di metallo ed i cordoni sono argentati. L'asta verticale è ricoperta di velluto dei colori del drappo, alternati, con bullette argentate poste a spirale. Nella freccia è rappresentato lo stemma del Comune e sul gambo inciso il nome. Cravatta con nastri tricolorati dai colori nazionali frangiati d'argento. |           |
|                               | Borore Partito: il PRIMO, di rosso, alla stele della tomba dei giganti di Imbertighe, aperta del campo, fondata sulla pianura di verde; il SECONDO, di azzurro, al grappolo d'uva, di porpora, pampinoso di due, di verde, accompagnato da due bisanti d'argento, uno in capo, l'altro in punta. Ornamenti esteriori da Comune. Gonfalone: Drappo troncato di rosso e di bianco… D.P.R. del 9 gennaio 2006 |           |
|                               | Bortigali Di azzurro, ai due cavalli inalberati, di verde, allumati di rosso, affrontati, sostenuti dalla campagna diminuita d'oro, il cavallo posto a destra con l'arto posteriore destro alzato e quello posteriore sinistro attraversante la campagna, il cavallo posto a sinistra con l'arto posteriore sinistro alzato e con l'arto posteriore destro attraversante la campagna, il tutto accompagnato in capo dalla lettera maiuscola B, d'oro. Ornamenti esteriori da Comune. Gonfalone: drappo di rosso… D.P.R. del 28 maggio 2010 |           |
|                               | Cardedu Troncato semipartito: il PRIMO, di rosso vestito d'oro, alla lettera maiuscola C d'oro, posta sul rosso, al capo di rosso caricato dalla data, nella espressione romana MCMLXXXIV, di oro; il SECONDO, campo di cielo, alla tartana con le due vele di rosso, con le alberature e il sartiame di nero, e con lo scafo di verde, sostenuta dalla campagna di azzurro, mareggiata di argento; il TERZO, di rosso, al nibbio al naturale, sostenuto dal ramoscello di verde, posto in sbarra, uscente dagli angoli. Ornamenti esteriori da Comune. Gonfalone: Drappo partito di bianco e di azzurro |           |
|                               | Desulo Semipartito troncato: il PRIMO, interzato in palo, di rosso, d'oro, di rosso, il palo d'oro alle tre stelle di otto raggi, di rosso; il SECONDO, di argento, al ramoscello di agrifoglio, fogliato di cinque, di verde, fruttato di rosso; il TERZO, di azzurro, al muflone d'oro, fermo, la testa di fronte, sostenuto dalla pianura di verde. Ornamenti esteriori da Comune. D.P.R. del 9 aprile 2008 Gonfalone: Drappo di giallo… |           |
|                               | Dorgali D'argento all'albero al naturale nodrito su un monte all'italiana di tre colli di rosso, il tutto accompagnato in capo da tre stelle a cinque punte d'azzurro ordinate in fascia. Gonfalone: drappo di giallo… |           |
|                               | Dualchi Troncato: il primo, di azzurro, alla lettera maiuscola D d'oro, accompagnata da quattro stelle di otto raggi dello stesso; il secondo, d'argento, alla locale chiesa di San Pietro, in prospettiva, su campagna erbosa, il tutto al naturale. Ornamenti esteriori da Comune. Gonfalone: drappo troncato di bianco e di azzurro… DPR del 19 gennaio 1999 |           |
|                               | Elini Di rosso, alla vite di verde, nodrita nella bassa collina di verde, fondata in punta, accollata di cinque spire al palo da vigna, infisso nella collina, di nero, essa vite pampinosa di sei, di verde, tre pampini per parte, fruttata di quattro, d'oro, due grappoli per parte; alla bordatura di argento, caricata da cinque tortelli di azzurro, quattro nei cantoni, il quinto centrale in punta. Ornamenti esteriori da Comune. D.P.R. del 2 settembre 1997 Gonfalone: drappo di azzurro, riccamente ornato di ricami d'argento e caricato dallo stemma sopra descritto con la iscrizione centrata in argento, recante la denominazione del Comune. Le parti di metallo ed i cordoni saranno argentati. L'asta verticale sarà ricoperta di velluto azzurro, con bullette argentate poste a spirale. Nella freccia sarà rappresentato lo stemma del Comune e sul gambo inciso il nome. Cravatta con nastri tricolorati dal colori nazionali frangiati d'argento.                                                                                        |           |
|                               | Fonni |           |
|                               | Gadoni Di azzurro, alla pernice sarda al naturale, sostenuta dal monte all'italiana di tre colli, d'argento, fondato in punta; al capo di rosso, caricato dalla croce d'argento. Ornamenti esteriori da Comune. Gonfalone: Drappo di bianco con la bordatura di azzurro. |           |
|                               | Gairo Gonfalone: drappo di azzurro… |           |
|                               | Galtellì |           |
|                               | Gavoi Di azzurro, alla fascia diminuita di rosso, caricata da tre bisanti d'oro, accompagnata in capo dal libro aperto, d'oro, in punta dalla pecora di argento, pascolante sulla pianura di verde. Sotto lo scudo, su lista bifida e svolazzante di azzurro, il motto, in lettere maiuscole di nero, PASTORES ZILLONARJOS MASTROS. Ornamenti esteriori da Comune. Gonfalone: Drappo di giallo… D.P.R. del 20 marzo 2006 |           |
|                               | Girasole Semipartito troncato: il PRIMO, di rosso, al sole d'oro; il SECONDO, di cielo, alla tartana con le vele di verde e lo scafo di rosso, navigante sul mare di azzurro, mareggiato di argento; il TERZO, di verde, alle undici spighe di grano d'oro, impugnate, legate di rosso. Ornamenti esteriori da Comune. Gonfalone: Drappo di giallo con la bordatura di verde… D.P.R. del 21 ottobre 2004 |           |
|                               | Ilbono Di azzurro, alla campagna erbosa di verde, sostenente quattro caprette d'oro, la prima pascolante, le altre tre in gruppo e ferme; essa campagna caricata da cinque pecore d'argento, quattro pascolanti e poste in semicerchio convesso verso l'alto, l'ultima circondata dalle prime e ferma; il tutto accompagnato in capo da due grappoli d'uva, il primo, posto nel canton destro, d'oro, pampinoso di due, di verde; il secondo, posto nel canton sinistro, di porpora, pampinoso di due, di verde. Ornamenti esteriori da Comune. Gonfalone: Drappo di giallo, riccamente ornato di ricami d'argento e caricato dallo stemma sopra descritto con la iscrizione centrata in argento, recante la denominazione del Comune. Le parti di metallo ed i cordoni saranno argentati. L'asta verticale sarà ricoperta di velluto giallo, con bullette argentate poste a spirale. Nella freccia sarà rappresentato lo stemma del Comune e sul gambo inciso il nome. Cravatta con nastri tricolorati dai colori nazionali frangiati d'argento.                   |           |
|                               | Irgoli Semipartito troncato: il primo, di azzurro, alla spiga di grano d'oro; il secondo, d'argento, al grappolo d'uva di nero; il terzo, campo di cielo, alla pecora pascolante su pianura erbosa. Ornamenti esteriori da Comune. Gonfalone: drappo di azzurro… DPR del 3 maggio 1956 |           |
|                               | Jerzu D'oro, al monte all'italiana di sei colli, fondato in punta, di verde, cimato dal tralcio di vite al naturale, fogliato di tre, di verde, fruttato di tre, di rosso; il tutto al capo interzato in palo di rosso, di azzurro, di rosso, il palo centrale caricato dalla lettera maiuscole J, d'oro. Ornamenti esteriori da Comune. D.P.R. del 3 novembre 2010 Gonfalone: drappo troncato di azzurro e di rosso D.P.R. del 3 novembre 2010 |           |
|                               | Lanusei Di cielo, all'ulivo nodrito al naturale, accostato da due promontori rocciosi d'oro, uscenti dal mare d'azzurro, rispettivamente sul fianco destro e sul fianco sinistro, il tutto fondato sulla pianura di verde caricata da tre pecore pascenti d'argento. Ornamenti esteriori da città. Gonfalone: Drappo di bianco… DPR del 16 giugno 2022 |           |
|                               | Lei Troncato: nel primo di azzurro al monte all'italiana cucito di verde fondato sulla troncatura, cimato da una poiana d'argento, rivoltata, sorante; nel secondo, di rosso al fascio di spighe d'oro, di sette, legato d'azzurro. Ornamenti esteriori di Comune. Gonfalone: Drappo partito di azzurro e di giallo… |           |
|                               | Loceri D'oro, alla quercia di verde, fustata e sradicata al naturale, la chioma caricata da sei pernici d'argento, poste una, due, una, due. ornamenti esteriori da Comune. D.P.R. n. 126 del 29 dicembre 1995 Gonfalone: Drappo di verde… |           |
|                               | Loculi Inquartato: il PRIMO, di azzurro, alla lettera maiuscola L, d'oro; il SECONDO, di rosso, alla campana d'oro, legata di azzurro; il TERZO, di rosso, alla pecora d'argento, con la testa rivolta, riposante sulla campagna di verde; il QUARTO, di azzurro, alla cornucopia d'oro, con fiori e frutti al naturale. Ornamenti esteriori da Comune. D.P.R. del 9 gennaio 2004 Gonfalone: Drappo di giallo con la bordatura di azzurro… |           |
|                               | Lodè Inquartato dalla croce diminuita, di rosso: il PRIMO, di argento, al gallo ardito, policromo al naturale, sostenuto dalla partizione; il SECONDO, di verde, alla torre d'oro, murata di nero, merlata alla guelfa di tre, chiusa e finestrata di nero, fondata sulla partizione; il TERZO, di verde, al monte all'italiana di tre colli, d'argento, sormontato dalla corona comitale, d'oro, con le perle al naturale, fondato in punta; il QUARTO, di azzurro, al giglio di giardino, posto in banda, di verde, fiorito di tre, d'argento. Sotto lo scudo, su lista bifida e svolazzante di argento, la scritta, in lettere maiuscole di nero, VILLA DE LOCTE. Ornamenti esteriori da Comune. D.P.R. del 30 ottobre 2008 Gonfalone: Drappo partito di azzurro e di rosso… |           |
|                               | Lodine |           |
|                               | Lotzorai Gonfalone: drappo partito di azzurro e di giallo… |           |
|                               | Lula |           |
|                               | Macomer D'argento, alla torre di rosso, merlata di tre alla ghibellina, fondata sulla collina rocciosa al naturale, accostata da quattro alberi, due per parte, con la chioma di verde, nodriti sulle quattro vette di uguali colline. Ornamenti esteriori da Comune. D.P.R. n. 2899 del 9 maggio 1985 Gonfalone: drappo di rosso… |           |
| Stemma in uso dal Comune      | Mamoiada D'oro, alla mucca di nero, ferma, attraversante la banda diminuita di azzurro, il tutto alla campagna di verde, sostenente la mucca. Ornamenti esteriori da Comune. D.P.R. del 4 ottobre 2001 Gonfalone: drappo di azzurro, riccamente ornato di ricami d'argento e caricato dallo stemma sopra descritto con la iscrizione centrata in argento, recante la denominazione del Comune. Le parti di metallo ed i cordoni saranno argentati. L'asta verticale sarà ricoperta di velluto azzurro con bullette argentate e poste a spirale. Nella freccia sarà rappresentato lo stemma del Comune e sul gambo inciso il nome. Cravatta con nastri tricolorati dai colori nazionali frangiati d'argento. |           |
|                               | Meana Sardo Stemma composto da una corona sovrastante un nuraghe di colore marrone, affiancato da un ramo d'ulivo a sinistra e da un ramo di quercia a destra. D.P.R. del 22 gennaio 1957 |           |
|                               | Noragugume Semipartito troncato: il PRIMO, di argento, all'albero stilizzato, sradicato, con la parte legnosa al naturale, munito di sette ramoscelli, tre per parte in banda e in sbarra, uno in palo sulla sommità, fogliato di settantuno, di verde, undici foglie in ciascuno dei ramoscelli laterali, cinque foglie nel ramoscello in palo; il SECONDO, di azzurro, alla pecora d'argento, con la testa rivolta, riposante sulla campagna di verde; il TERZO, di rosso, alla chiesa della Beata Vergine Maria d'Itria, con i suoi annessi, d'oro, vista in prospettiva, con il campaniletto a vela, munito di campana d'oro, chiusa e finestrata di nero, fondata nella campagna di verde e attraversante. Ornamenti esteriori da Comune. Gonfalone: Drappo partito di azzurro e di giallo… D.P.R. del 3 marzo 2005 |           |
|                               | Nuoro D'azzurro, alla campagna di verde con lo sfondo di una catena di montagne di tre cime; sulla campagna a destra [sic] un bue, pure al naturale passante [sic]; sul tutto [sic] un sole raggiante d'oro. Ornamenti esteriori di città. Incongruenza tra disegno e blasonatura: il bove è fermo e non passante. Decreto di Umberto II di Savoia 14 marzo del 1945 Gonfalone: Drappo partito di azzurro e di verde riccamente ornato di ricami d'oro e caricato dello stemma comunale con l'iscrizione centrata in oro: "Città di Nuoro". Le parti di metallo ed i cordoni saranno dorati. L'asta verticale sarà ricoperta di velluto azzurro con bullette dorate poste a spirale. Nella freccia sarà rappresentato lo stemma della Città e sul gambo inciso il nome. Cravatta e nastri tricolorati dai colori nazionali frangiati d'oro. |           |
|                               | Oliena Semipartito troncato: il PRIMO, di rosso, all'aquila di nero, coronata con corona all'antica di tre punte, d'oro; il SECONDO, di rosso, vestito di verde, alle lettere maiuscole d'oro I H S, ordinate in fascia sul rosso; il TERZO, di azzurro, al castello di rosso, mattonato di nero, merlato alla guelfa, il fastigio di sette, la torre centrale di quattro, finestrato di nero di tre, due in fascia nel corpo del castello, una nella torre, esso castello chiuso di nero, fondato in punta, accompagnato da due grappoli d'uva, di porpora, pampinosi di verde, posti all'altezza della torre e del fastigio merlato, uno a destra, l'altro a sinistra. Ornamenti esteriori da Comune. D.P.R. dell'8 marzo 2006 Gonfalone: Drappo di giallo con la bordatura di azzurro… |           |
|                               | Ollolai Semipartito troncato: il PRIMO, d'oro, alla fenice di nero, allumata di rosso, sulla immortalità dello stesso, essa immortalità fondata in punta; il SECONDO, di verde, alla fontana di due bacini, di rosso, fondata in punta, con l'acqua di argento zampillante e ricadente dai due bacini; il TERZO, di azzurro, alle due pecore di argento, affrontate e pascenti, attraversanti la campagna di verde. Sotto lo scudo, su lista bifida e svolazzante di azzurro, la scritta, in lettere maiuscole di nero, CAPUT BARBARICINORUM. Ornamenti esteriori da Comune. D.P.R. del 26 giugno 2008 Gonfalone: Drappo di bianco con la bordatura di azzurro… |           |
|                               | Olzai Troncato semipartito: il PRIMO di verde, alle nove spighe di grano d'oro, impugnate, legate di rosso; il SECONDO di azzurro, all'agnello d'argento, sostenuto dalla pianura di verde; il TERZO interzato in palo di rosso, di azzurro, di rosso, i pali di rosso caricati dal fiore di asfodelo, reciso, d'argento. Sotto lo scudo su lista bifida e svolazzante di verde, il motto, in lettere maiuscole di nero, OPPIDUM DOCTRINAE. Ornamenti esteriori da Comune. Gonfalone: Drappo di giallo… Concessione di stemma e gonfalone D.P.R. del 27 novembre 2009 |           |
|                               | Onanì Di argento, alla chiesa di San Pietro, di pietra al naturale, la facciata cimata dal campaniletto a vela privo di campana, dello stesso, chiusa di nero, finestrata con finestrella a croce, dello stesso, essa chiesa vista di tre quarti a destra, fondata sulla pianura erbosa, di verde; il tutto al capo di rosso, caricato da tre pernici camminanti, rivoltate, al naturale. Ornamenti esteriori da Comune. Gonfalone: Drappo troncato di bianco e di rosso… D.P.R. del 6 aprile 2005 |           |
|                               | Onifai Troncato semipartito: il PRIMO, di azzurro, alla lettera maiuscola O, d'oro, accompagnata da due grappoli d'uva, di argento, pampinosi di verde, uno a destra, l'altro a sinistra; il SECONDO, di rosso, alla pecora d'argento, riposante, con la testa rivolta, sostenuta dalla campagna di verde; il TERZO, di verde, alle sette spighe di grano, d'oro, impugnate, legate di rosso. Ornamenti esteriori da Comune. Gonfalone: Drappo di giallo con la bordatura di azzurro… D.P.R. del 3 marzo 2005 |           |
|                               | Oniferi Troncato: il PRIMO, di azzurro, al bue d'oro, posto a sinistra, fermo sulla pianura di verde, addestrato dalla quercia di verde, ghiandifera di sei, d'oro, fustata al naturale, nodrita nella pianura; il SECONDO, di azzurro, al nuraghe di argento, murato di nero, chiuso e finestrato dello stesso, fondato in punta. Sotto lo scudo, su lista bifida e svolazzante di azzurro, il motto, in lettere maiuscole di nero, SANCTUS GAVINUS PATRONUS NOSTER. Ornamenti esteriori da Comune. D.P.R. del 2 agosto 2007 Gonfalone: Drappo di giallo… |           |
|                               | Orani D.P.R. n. 868 del 18 marzo 1984 |           |
|                               | Orgosolo Troncato: nel primo, di azzurro, al grappolo d'uva, di porpora, pampinoso di uno di verde, col tralcio al naturale posto in banda abbassata, calzato di rosso; nel secondo, d'oro, ai sette alberi di verde, fustati al naturale, con le chiome in parte sovrapposte, nodriti nella pianura di verde, su cui pascolano quattro pecore, di argento, due a destra, in profilo, una centrale, di fronte, una a sinistra, in profilo, rivoltata. Ornamenti esteriori da Comune. D.P.R. del 19 dicembre 1988 Gonfalone: Drappo troncato di giallo e di azzurro, riccamente ornato di ricami di argento e caricato dello stemma sopra descritto, con la iscrizione centrata in argento recante la denominazione del Comune. Le parti in metallo ed i cordoni saranno argentati. L'asta verticale sarà ricoperta di velluto dei colori del drappo, alternati, con bullette argentate poste a spirale. Nella freccia sarà rappresentato lo stemma del Comune e sul gambo inciso il nome. Cravatta con nastri tricolorati dai colori nazionali frangiati d'argento. |           |
|                               | Orosei Gonfalone: drappo troncato di bianco e di azzurro… |           |
|                               | Orotelli Inquartato: il PRIMO e il QUARTO di rosso al covone di grano d'oro, legato di azzurro; il SECONDO e il TERZO di azzurro al bue d'oro allumato di rosso, fermo sulla pianura di verde. Ornamenti esteriori da Comune Gonfalone: Drappo di giallo… concessione di stemma e gonfalone D.P.R. 07 giugno 2011 |           |
|                               | Ortueri Partito semitroncato: il PRIMO, di azzurro, alla pianta di vite, al naturale, pampinosa di tre di verde, fruttata di tre, di porpora, nodrita nel colle centrale del monte all'italiana di tre colli, d'oro, fondato in punta; il SECONDO, di rosso, alla mitria d'oro, munita delle infule, dello stesso, svolazzanti all'ingiù; il TERZO, di verde, alle quattro api d'oro, poste due e due. Sotto lo scudo su lista bifida e svolazzante di azzurro, il motto, in lettere maiuscole di nero, LAETUS HORTUS HERILIS. Ornamenti esteriori da Comune. D.P.R. del 14 febbraio 2008 Gonfalone: Drappo di giallo… |           |
|                               | Orune D'azzurro, al toro di argento, fermo sulla pianura di verde, attraversante la quercia da sughero con la chioma di verde e il tronco al naturale, essa quercia nodrita nella pianura; il tutto accompagnato dal sole orizzontale destro, d'oro. Ornamenti esteriori da Comune. Incongruenza tra disegno e blasonatura: è disegnato un bove e non un toro. Gonfalone: Drappo di bianco… Concessione di stemma e gonfalone D.P.R. del 18 novembre 2004 |           |
|                               | Osidda D'azzurro, al muro di massi irregolari d'argento, murato di nero, a guisa di fascia abbassata, fondato sulla campagna di verde, essa campagna caricata da due rivi d'acqua di azzurro, uno in banda l'altro in sbarra, uniti in punta, sgorganti dal muro, questo sostenente la montagna verde, caricata dalla moneta antica d'oro, ingrandita, recante oro su oro, nel centro una costruzione preistorica e in capo ed in punta le due scritte Osilla e Ogrilla. Ornamenti esteriori da comune. Gonfalone: Drappo di bianco, ricamato, ornato di ricami d'argento e caricato dallo stemma comunale con la iscrizione centrata in argento, recante la denominazione del comune. Le parti di metallo ed i cordoni saranno argentati. L'asta verticale sarà ricoperto di velluto bianco, con bullette argentate poste a spirale. Nella freccia sarà rappresentato lo stemma del comune e sul gambo inciso il nome. Cravatta con nastri tricolori dai colori nazionali frangiati d'argento.                                                                     |           |
|                               | Osini D'azzurro, al castello d'argento, murato di nero, merlato alla guelfa, munito di una sola torre centrale, il fastigio merlato di cinque, la torre merlata di tre e finestrata di nero, esso castello chiuso dello stesso, sostenuto da due colli all'italiana, uniti, fondati in punta, di verde, e accompagnato nei cantoni del capo, a destra dall'aureo romano, a sinistra dal grappolo d'uva di porpora, pampinoso di due di verde. Ornamenti esteriori da Comune. Gonfalone: drappo di giallo. DPR del 24 aprile 2000 |           |
|                               | Ottana Di azzurro, alla chiesa di San Nicola, al naturale, fondata su campagna d’oro; al capo partito: il primo, d’oro, al nuraghe di pietra al naturale, il secondo, d’argento, alla mitra vescovile di azzurro. Ornamenti esteriori da Comune. Gonfalone: Drappo partrito di bianco e di azzurro. |           |
| Stemma in uso precedentemente | Ovodda Partito: nel primo di rosso, alle tre stelle di otto raggi, ordinate in palo, d’oro; nel secondo di azzurro, al ramoscello di quercia al naturale, fogliato di cinque, due foglie a destra, tre a sinistra, di verde; esso ramoscello ghiandifero di cinque, d’oro, una ghianda sulla sommità, una a sinistra in basso sopra la foglia, tre a destra alternanti le due foglie; il tutto alla bordatura diminuita, di verde. Ornamenti esteriori da Comune. Gonfalone: drappo di rosso… Concessione di stemma e gonfalone D.P.R. del 13 giugno 2013 |           |
|                               | Perdasdefogu Troncato: il PRIMO, di argento, alla croce diminuita di rosso, accantonata da quattro teste di moro, di nero, attortigliate di argento; il SECONDO, di azzurro, al nibbio volante in sbarra, al naturale. Ornamenti esteriori da Comune. D.P.R. del 22 aprile 2008 Gonfalone: Drappo di bianco con la bordatura di azzurro… |           |
|                               | Posada |           |
|                               | Sarule Troncato: nel PRIMO, ritroncato, a) d’oro a due pali diminuiti, doppiomerlati, tre merli per parte, di rosso, b) di rosso, alla rotella d’oro, caricata in alto dalla scritta, centrata, in lettere maiuscole di nero, SU PANE; nel SECONDO, campo di cielo, alla montagna di verde con la cima spostata a sinistra e cimata dalla crocetta di nero, essa montagna alludente al Monte Gonare, fondata in punta e accompagnata a destra dalla mezzaluna calante d'argento. Sotto lo scudo su lista bifida svolazzante d'azzurro, il motto, in lettere maiuscole di nero, SA LUNA SU PANE SA CIAI. Ornamenti esteriori da Comune. Gonfalone: Drappo di rosso. DPR del 19 ottobre 2021 |           |
|                               | Silanus Gonfalone: drappo di giallo bordato di azzurro… |           |
|                               | Sindia Gonfalone: Drappo troncato di azzurro e di giallo… |           |
|                               | Siniscola D.P.R. del 19 luglio 1999 |           |
|                               | Sorgono Di azzurro, alla banda diminuita di rosso, caricata in alto dal toponimo SORGONO, in lettere maiuscole di nero, poste a piombo, e attraversata in basso dal tronco al naturale della vite nodrita nella campagna diminuita di verde, con i due grappoli di porpora e i quattro pampini di verde, essa banda accompagnata in capo dalla stella di sei raggi d'oro, raggiante dello stesso, e addestrata dalla rupe d'oro uscente dal fianco e fondata sulla campagna diminuita, rupe e campagna diminuita caricate dal ruscello di azzurro, sinuoso in banda, desinente in punta. Ornamenti esteriori da Comune. Gonfalone: Drappo di giallo con la bordatura di verde… D.P.R. del 20 marzo 2006 |           |
|                               | Talana Di rosso, alla fascia diminuita di azzurro, accompagnata in capo da tre spighe di grano d'oro, impugnate, legate di verde, e in punta dalla mucca d'argento, ferma. Ornamenti esteriori da Comune Gonfalone: Drappo di bianco con la bordatura di azzurro… |           |
|                               | Tertenia Tagliato: il PRIMO, di argento, all'aquila di nero, rivoltata, sorante, afferrante con gli artigli il serto, di verde; il SECONDO, di azzurro, mareggiato di argento, al torrione di San Giovanni in località Sarrala, d'oro, finestrato con otto feritoie di nero ordinate in due fasce, fondato sul promontorio di verde, uscente dal fianco sinistro, fondato in punta, con il declivio a destra sinuoso in sbarra. Ornamenti esteriori da Comune. Gonfalone: Drappo partito di azzurro e di bianco… D.P.R. dell'8 marzo 2006 |           |
|                               | Teti Semitroncato partito; il PRIMO, di verde, alla lettera maiuscola T, d'oro; il SECONDO, di azzurro, ai tre zampilli d'acqua di argento, ordinati in fascia, uscenti dalla campagna di verde; il TERZO, di rosso, alla quercia di verde, fustata al naturale, nodrita nel colle centrale del monte all'italiana di tre colli, fondato in punta, d'oro. Ornamenti esteriori da Comune. Gonfalone: Drappo di giallo con la bordatura di azzurro… D.P.R. del 2 ottobre 2006 |           |
|                               | Tiana Partito semitroncato: il PRIMO, di verde, al monte all'italiana di tre colli, d'oro, fondato in punta, sostenente la croce latina, dello stesso, al capo di rosso caricato dal sole, d'oro; il SECONDO, di azzurro, alla ruota da mulino di otto pale, d'oro; il TERZO, di rosso, alla cornucopia d'oro, colma di frutta e foglie, al naturale. Ornamenti esteriori da Comune. D.P.R. del 26 giugno 2008 Gonfalone: Drappo di giallo… |           |
|                               | Tonara Campo di cielo, al castagno di verde, fruttato di dieci d'oro, fustato al naturale, nodrito nel monte all'italiana di tre colli, fondato in punta, di verde, e sostenuto a destra dalla pecora d'argento, a sinistra dalla capra di nero, la pecora con l'arto posteriore destro sostenuto dal colle inferiore destro e con l'arto posteriore sinistro dal colle superiore, la capra con l'arto posteriore sinistro sostenuto dal colle inferiore sinistro e con l'arto posteriore destro dal colle superiore; al capo d'oro, caricato da quattro pali di rosso. Ornamenti esteriori da Comune. Gonfalone: Drappo di bianco… |           |
|                               | Torpè Partito semitroncato: il primo, di azzurro, all'albero di arancio, di verde, fustato al naturale, fruttato di quattordici, di rosso, nodrito nella campagna di verde; il secondo, di rosso, al braccio destro movente dal fianco sinistro, armato di argento, con la mano di carnagione, impugnante la palma di verde, posta in sbarra alzata; il terzo, d'oro, alla campana di rosso, legata di azzurro. Ornamenti esteriori da Comune. Gonfalone: Drappo di giallo… Concessione di stemma e gonfalone D.P.R. del 19 ottobre 2011 Bandiera: Drappo di giallo con la bordatura di azzurro, caricato dallo stemma comunale. Concessione di bandiera DPR del 10 febbraio 2015 |           |
|                               | Tortolì Semipartito troncato: il PRIMO, di cielo, alla torre d'argento, priva di merli, finestrata di nero, fondata sulla pianura di verde; il SECONDO, di rosso, al ramo di arancio di verde, fogliato di cinque, dello stesso, fruttato di due, d'oro, fiorito di uno, d'argento; il TERZO, di cielo, alle due tartane con la prua a sinistra, lo scafo di verde, le due vele di argento, esse tartane sostenute dallo specchio di mare, di azzurro, mareggiato di argento. Ornamenti esteriori da Città. D.P.R. del 30 ottobre 2008 Gonfalone: drappo di bianco… |           |
|                               | Triei Troncato semipartito: il PRIMO, di azzurro, al sito archeologico appellato tomba dei giganti OSONO, sostenuto e circondato dal terreno verdeggiante, fondato in punta e uscente dai fianchi, il tutto al naturale; il SECONDO, d'oro, al cinghiale di nero, armato d'argento, passante sulla pianura erbosa, di verde; il TERZO, di azzurro, all'ulivo d'argento, fruttato di quattordici d'oro, nodrito nella pianura erbosa, di verde, accompagnato da tre pernici al naturale, ferme sulla pianura, la pernice centrale attraversante il tronco dell'ulivo. Ornamenti esteriori da Comune. Gonfalone: Drappo troncato di giallo e di azzurro… |           |
|                               | Ulassai Inquartato: il 1°, di argento, alla croce diminuita, di rosso, accantonata da quattro teste di moro, di nero, bendate di argento; il 2°, di azzurro, al massiccio roccioso del "Tisiddu", d'argento, uscente dai fianchi, caricato dalla capra di nero; massiccio roccioso e capra, sostenuti dalla linea di partizione; il 3°, troncato: a) di cielo, all'ombra di sole, uscente dalla troncatura, d'oro; b) di azzurro, mareggiato di argento; il 4°, di rosso, alla croce diminuita, d'argento. Ornamenti esteriori da Comune. Gonfalone: drappo tagliato di azzurro e di bianco… Concessione di stemma e gonfalone D.P.R. del 19 marzo 2014 |           |
|                               | Urzulei Ttrinciato da una banda di rosso, caricata del motto in lettere maiuscole d'argento UNITIS VIRIBUS: nel primo, d'azzurro, all'ombra di sole d'oro; nel secondo, d'oro, al cinghiale di nero, passante sulla pianura di verde. Ornamenti esteriori da Comune. Gonfalone: Drappo partito di azzurro e di bianco… DPR ìdel 12 ottobre 1987 |           |
|                               | Ussassai Gonfalone: drappo troncato di azzurro e di bianco… DPR del 24 aprile 2000 |           |
|                               | Villagrande Strisaili Semipartito troncato: il PRIMO, di azzurro, al sole d'oro; il SECONDO, d'oro, all'ariete rivoltato, di nero, fermo sulla pianura di verde; il TERZO, di rosso, alle nove spighe di grano d'oro, impugnate, legate di azzurro. Ornamenti esteriori da Comune. Gonfalone: Drappo di giallo… D.P.R. del 24 novembre 2008 |           |